# Gaap
Gaap je princ u paklu i trideset i treći duh Goecije koji ima zapovjedništvo nad šezdeset i šest legija duhova. Osim naslova princa, nosi i naslov Velikog Predsjednika. Javlja se kada je Sunce u nekom od južnih znakova i tada se pojavljuje u ljudskom obliku, hodajući ispred četiri velika i moćna kralja, kao da je vođa koji ih vodi na njihovom putu. Jednako je moćan kao Beleth, a posjeduje i moć da vlada nad demonima koji su pod zapovjedništvom Amaimona.
Prema okultnoj tradiciji, ima sposobnost učiniti ljude glupima i bezosjećajnima ili s druge strane mudrima i upućenima u liberalne znanosti i filozofiju te može poticati ljubav ili mržnju te davati istinite spoznanje o prošlosti, sadašnjosti i budućnosti. Također, ima moć prenositi ljude velikom brzinom iz jednog kraljevstva u drugo, po volji i želji čarobnjaka.